# Anja Nobus
Anja Nobus (Brugge, 9 april 1974) is een wielrenster en veldrijdster uit België.
In 2003 wordt Nobus nationaal kampioene op de weg.
In 2002 en 2004 wordt ze nationaal kampioene veldrijden.
In 2003, 2004 en 2005 wint ze drie maal op rij de Krawatencross, in 2006 finisht ze als tweede.
Op het Wereldkampioenschappen veldrijden 2002 eindigt ze Nobus als zesde en snelste Belgische.
In seizoen 2002/03 eindigt ze als derde bij de Wereldbeker veldrijden.
De Cyclocross Asper-Gavere schrijf ze in 2001, 2002 en 2003 op haar naam, en in 2008 de Versluys Cyclocross.